# Polystira albida
Polystira albida é uma espécie de gastrópode do gênero Polystira, pertencente a família Turridae.